# Highland City
Highland City är en ort (CDP) i Polk County, i delstaten Florida, USA. Enligt United States Census Bureau har orten en folkmängd på 10 834 invånare (2010) och en landarea på 20,7 km².